# Faropeném
A faropeném (INN: farepenem) szájon át szedhető, széles hatásspektrumú, a penémek(en) közé tartozó antibiotikum. Ellenáll a legtöbb béta-laktamáz enzimnek (beleértve a kiterjesztett spektrumú és AmpC-típusú β-laktamázokat), azaz a baktériumok nem válnak rezisztenssé a faropenémmel szemben. Kevéssé érzékeny a vesében található dehidropeptidáz-1(en) enzimre, mely több β-laktám típusú antibiotikum hatásosságát csökkenti.
A faropeném nem hatásos néhány gyakoribb kórokozó, pl. a meticillin-rezisztens Staphylococcus aureus, valamint a vankomicin(en)-rezisztens Enterococcus faecium(en), Pseudomonas aeruginosa(en) és Stenotrophomonas maltophilia(en) ellen.
A többi β-laktám antibiotikumhoz hasonlóan az osztódó baktérium sejtfalában levő penicillinkötő fehérjéhez(en)  kapcsolódik, és megakadályozza a sejtfal záródását. Ettől a baktérium elpusztul.

## Javallatok
Különböző bakteriális fertőzések:
- arcüreggyulladás
- mandulagyulladás
- fül-orr-gégészeti fertőzések
- alsó légúti fertőzések
- nyirokérgyulladás
- genitourinális(en) fertőzések, méhgyulladás
- bőrfertőzések, akne(en)

## Ellenjavallatok, mellékhatások
A faropeném ellenjavallt β-laktám (penicillin-) túlérzékenység esetén.
A leggyakoribb mellékhatások: emésztőrendszeri és bélmozgás panaszok, kiütés.
A kezelést abba kell hagyni, ha olyan betegnél jelentkezik a hasmenés és a bélmozgászavar, akinek a családjában atópia fordult elő.
Azonnal orvoshoz kell fordulni hirtelen vérnyomásváltozás, veseelégtelenség, hallásproblémák és túlérzékenységi reakciók (kiütés, viszketés, nehéz légzés, nyelési nehézségek, stb.) esetén.
A faropeném hatását nem vizsgálták újszülötteken és terhes nőkön.

## Adagolás
Naponta 3×200 mg, mely később 3×300-ig emelhető. Idős korúak esetén a kezdő adag 3×200 mg.
Bőr- és nőgyógyászati, valamit alsó légúti fertőzés esetén 3×150 mg, mely később 3×200-ig emelhető.

## Készítmények
A nemzetközi gyógyszerkereskedelemben:
- szabad sav formájában: Di Pai, Duonem, Farobact, Faronem, Farozet, Gaoyi, Jun Di, Kai Lin, Orpenem, Peifu
- nátriumsó formájában: Farom.
- faropeném daloxát[9] (más néven faropeném medoxomil, faropeném medoxil):[10] klinikai próba alatt.

Eredetileg a nátriumsót állították elő, melynek biohasznosulása 20–30%. A daloxát észter jóval ígéretesebbnek tűnik, mert biohasznosulása szájon át 70–80%. Az észter prodrug: aktív formája a szabad sav.
Magyarországon nincs forgalomban.